# تحول رقمي

التحول الرقمي هو التغير المرتبط بتطبيق التكنولوجيا الرقمية في جميع الجوانب الاجتماعية.
ومن أمثلة التحوُّل الرقمي ما يلي:
- بدء الشركات في إنشاء حلول رقمية، مثل تطبيقات الجوَّال أو منصة التجارة الإلكترونية.
- ترحيل الشركات من البنية التحتية القائمة على أجهزة الكمبيوتر المحلية إلى الحوسبة السحابية.
- اعتماد الشركات للمستشعرات الذكية لخفض تكلفة التشغيل.[2]

تعمل بعض هذه الحلول الرقمية على تعزيز إمكانات منتجات البرامج التقليدية (مثل Microsoft Office مقارنة بـ Office 365) في حين أن الحلول الأخرى قائمة على السحابة تمامًا (مثل محرّر مستندات Google).
ونظرًا لأن الشركات التي تقدم تلك الخدمات تضمن إيرادات متكررة منتظمة (شهرية عادة) من خلال الاشتراكات لذا  فإنها قادرة على تمويل التطوير المستمر مع تقليل المخاطر (تاريخيا، تستمد معظم شركات البرمجيات معظمها من إيراداتها من المستخدمين الذين يقومون بالترقية، وكان عليها أن تستثمر مقدما في تطوير ميزات وفوائد جديدة كافية لتشجيع المستخدمين على الترقية) ، وكذلك تقديم المزيد من التحديثات المتكررة في كثير من الأحيان باستخدام أشكال من تطوير البرمجيات الرشيقة داخليا.
التحول الرقمي جار بالفعل، ولكنه لا يسير بنفس الوتيرة في كل مكان. فوفقًا لمؤشر رقم الصناعة في معهد ماكينزي العالمي لعام 2016 ،  تعمل أوروبا حاليًا بنسبة 12٪ من إمكاناتها الرقمية، في حين تعمل الولايات المتحدة بنسبة 18٪.  وفي داخل أوروبا ، تعمل ألمانيا بنسبة 10 ٪ من إمكاناتها الرقمية، في حين أن المملكة المتحدة على قدم المساواة تقريبا مع الولايات المتحدة بنسبة 17 ٪.

#### أهمية التحوّل الرقمي تكمن في:
- تحسين الإنتاجية: استخدام تقنيات مثل الذكاء الاصطناعي والحوسبة السحابية لزيادة الكفاءة وتوفير الوقت.
- تحسين تجربة العملاء: توفير خدمات سريعة وسهلة عبر قنوات متعددة، مع تفاعل فوري ودعم أفضل.
- خفض التكاليف التشغيلية: تقليل النفقات عبر أتمت المهام وتحسين العمليات باستخدام التكنولوجيا.
- القدرة على التكيف: تمكين الشركات من الاستجابة السريعة للتغيرات في السوق وسلاسل التوريد وتوقعات العملاء.[2]

## التطور التاريخي

### نظام العد الثنائي
في عام 1703، شرح غوتفريد فيلهيلم لايبنتز وتصور المبدأ الذي سيصبح معروفًا بـ «الرقمنة» في كتابه شرح دي لاريميثيك بينير. تطور في البداية كنظام رقمي للعد الثنائي، باستخدام قيمتين فقط 0 و 1، استمر التطوير على النظام واستُكمل بواسطة باحثين مثل جورج بول (1845) وكلود شانون (1938) وجورج ستيبيتز خلال الأربعينيات.

### الترانزستورات
كان أول ترانزستور عملي هو الترانزستور ذو نقطة الاتصال، الذي اخترعه المهندسون ويليام شوكلي ووالتر هاوزر براتينو وجون باردين في عام 1947. اخترع فريق بحث شوكلي لاحقًا الترانزستور ثنائي القطب في عام 1948.
اخترع محمد عطا الله وداون كانج الموسفت، والمعروف أيضًا بترانزستور الأثر الحقلي للأكاسيد المعدنية لأشباه الموصلات، في عام 1959. بفضل قابلتيه الكبيرة للتوسع والاستهلاك الأقل بكثير للطاقة والكثافة العالية مقارنة بالترانزستور ثنائي القطب، جعل الموسفت من الممكن تكوين دائرة متكاملة (IC) عالية الكثافة، ليصبح من الممكن دمج أكثر من 10000 ترانزستور في دائرة متكاملة واحدة، وبالتالي الملايين ثم المليارات من الترانزستور في جهاز واحد.
أحدث الاعتماد واسع النطاق على الموسفت ثورةً في صناعة الإلكترونيات. إذ أصبحت مليارات الترانزستورات تُصنع يوميًا ابتداء من عام 2013. أصبح الموسفت وحدة البناء الأساسية للإلكترونيات الرقمية منذ نهاية القرن العشرين، ممهدًا الطريق للعصر الرقمي. يُنسب الفضل للموسفت في تحول المجتمع حول العالم، ويعتبر وحدة بناء كافة المعالجات الدقيقة ورقاقات الذاكرة ودوائر الاتصال التي تُستخدم اعتبارًا من عام 2016.

### الحواسيب الرقمية الأولى
يعتبر ستيبيتز اليوم واحدًا من الرواد العديدين للحاسوب الرقمي، من خلال تطويره لأول حاسوب إلكتروميكانيكي عن طريق اكتشافه لمرحلات الحوسبة الآلية بالإضافة إلى مصطلح رقمي. قدّم جون أتاناسوف أول حاسوب إلكتروني في عام 1939. تسارعت عملية الرقمنة بعد ذلك، مع تطوير الحواسيب الشخصية مثل حاسوب سيمون في 1950 وآبل 2 في 1977 و حاسوب آي بي إم الشخصي في 1981.[بحاجة لمصدر]

### التغيير المتسارع
مع تقديم الشبكة العنكبوتية العالمية، تغير غرض وحجم وبعد وسرعة وتأثيرات الرقمنة بشكل أساسي، ما نتج عنه زيادة الضغط على عملية التحول المجتمعي.
سارعت شركات من بينها ديل للاستفادة من الشبكة العنكبوتية العالمية قرابة عام 1996-7، محدثةً خللًا لشركات تصنيع الحواسيب الشخصية التقليدية مثل آي بي إم، عن طريق البيع مباشرةً للمستهلكين بدلًا من البيع من خلال شبكات التجار أو متاجر الهواة، وحصلت على رؤى قيّمة بخصوص سلوك المستهلك أثناء تصفحها للموقع الإلكتروني.
في عام 2000، بدأ استخدام الرقمنة على نطاق أوسع كمبدأ وذريعة للتقديم الحكومي الكامل لتكنولوجيا المعلومات IT، ما زاد من استخدام الإنترنت وتكنولوجيا المعلومات على جميع المستويات. بدأ تطور مشابه في مناخ الأعمال العام بغرض رفع الوعي المتعلق بالموضوع وفرصه. في الاتحاد الأوروبي على سبيل المثال، بدأت حملة تُدعى السوق الرقمي الموحد، مع توصيات لجداول أعمال رقمية قومية في الاتحاد الأوروبي، وهو الذي لا بد وأنه قد ساهم تدريجيًا وإيجابيًا في التحول المجتمعي المستقبلي، مع التطور الحديث للمجتمعات والمنشآت لخلق قاعدة للحوكمة الإلكترونية ومجتمع المعلومات.

### الأثر
اكتسب الحوار المحيط بالرقمنة أهمية عملية متزايدة بالنسبة للسياسة والأعمال والقضايا الاجتماعية، وارتبط أيضًا بقضايا العمل السياسي لتطوير المجتمع، والتغيرات الجديدة في مناهج العمل الفعلية، والفرص الفعالة للمؤسسات في عملية التطوير العملياتي وعملية تطوير الأعمال، مع التأثير على الكفاءة الداخلية والخارجية لنظم المعلومات على سبيل المثال لا الحصر. وضع سقف للتحول الرقمي ليحقق أكثر من 370 مليار دولار في القيمة العامة خلال السنوات الأربع التالية.

## التطوير

### رقمنة (المعلومات)
في المحادثات السياسية والتجارية والصناعية والإعلامية والخاصة بالأعمال الاقتصادية، تُعرّف الرقمنة بالعملية التقنية «لتحويل المعلومات التشابهية إلى الصيغة الرقمية». (على سبيل المثال، الصيغة الرقمية المزدوجة من صفر وواحد). في الهندسة الكهربية، يُستخدم مصطلح الرقمنة الأقدم بتلك الطريقة، وهو المعنى الأصلي لذلك المصطلح. في كثير من الأحيان يُستخدم جهاز كهربي يُسمى المحول التناظري الرقمي، على سبيل المثال في البحث عن الصور، أو استعيان الأصوات (على سبيل المثال استعيان الموسيقى) وفي قياس البيانات. قد يشير المصطلح أيضًا إلى الرقمنة اليدوية للمعلومات، على سبيل المثال للرسومات باستخدام لوح الرسم. توصف الرقمنة تقنيًا بأنها تمثيل الإشارات والصور والأصوات والأجسام عن طريق توليد سلسلة من الأرقام، يعبَر عنها كقيمة متقطعة وتُمثل بنظام العد الثنائي. على سبيل المثال، أُدخلت الرقمنة في شبكات الاتصالات منذ السبعينيات، بهدف تحسين جودة الصوت في المكالمات الهاتفية وتحسين زمن الاستجابة وسعة الشبكة والتكلفة والاستدامة. 

### الرقمنة (الصناعات والمؤسسات)
على عكس الرقمنة، يعتبر التحول الرقمي العملية المؤسساتية أو دورة العمل للتغيير المحفز تقنيًا في الصناعات والمؤسسات والأسواق والفروع. أتاحت رقمنة الصناعات التحويلية عمليات إنتاجية جديدة، بالإضافة إلى الكثير من الظواهر المعروفة اليوم بإنترنت الأشياء والإنترنت الصناعي والصناعة 4.0 واتصال الآلة بالآلة ورؤية الآلة. حفزت رقمنة الأعمال والمؤسسات نماذج جديدة للأعمال (مثل فريميوم)، بالإضافة إلى خدمات جديدة للحكومة الإلكترونية، والدفع الإلكتروني، وأتمتة المكاتب، وعمليات المكتب بلا أوراق، واستخدام تقنيات مثل الهواتف الذكية وتطبيقات الويب وخدمات الحوسبة والتعريف الإلكتروني وسلسلة الكتل والعقود الذكية والعملات المعماة وذكاء العمل باستخدام البيانات الضخمة. حفزت رقمنة التعليم ظهور التعليم الإلكتروني ودورات المساق لهائل المفتوح عبر الإنترنت Mooc.
وُصف النقاش الأكاديمي المحيط بالرقمنة بالجدلي، إذ لم يظهر أي تعريف واضح للظاهرة من قبل. هناك اعتقاد خاطئ سائد بأن الرقمنة تعني بشكل أساسي استخدام المزيد من تكنولوجيا المعلومات بغرض إتاحة التقنية والبيانات الرقمية والاستفادة منها. استُبدل ذلك التعريف البدائي بالتعريف المذكور أعلاه، والذي يرتبط الآن بوجهات شمولية بخصوص التغيير الاجتماعي والتغيير في الأعمال والتطوير الأفقي المؤسساتي وتطوير الأعمال، بالإضافة إلى تكنولوجيا المعلومات.

### التحول الرقمي (المجتمعات)
في النهاية، يوصف التحول الرقمي على أنه «التأثير المجتمعي الكلي والإجمالي للرقمنة». أتاحت الرقمنة عملية التحول الرقمي، والتي أدت إلى فرص لتحويل وتغيير نماذج الأعمال الموجودة، وأنماط الاستهلاك، والمنشآت الاجتماعية الاقتصادية، والإجراءات القانونية والسياسية، والأنماط المؤسساتية، والحواجز الثقافية، إلخ.
أسرعت الرقمنة (التحويل الرقمي) والتحويل الرقمي (عملية العمل) والتحول الرقمي (التأثير) مجتمعةً وأضاءت عملية التغير في المجتمع الموجودة بالفعل والجارية أفقيًا وعالميًا.
في الوقت الحاضر، تسعى الشركات ذات الطبيعة المختلفة باستمرار إلى التحول الرقمي إجراءات للاستفادة من الجوانب الرئيسية مثل الإنتاجية والكفاءة. المحاذاة الطبيعية بين الأعمال والهندسة المعمارية داخل شركات التكنولوجيا الكبرى عزز تحولها وجديدها يتم تقديم أساليب لهذا الغرض، مثل تقديم DataMAPs الجديدة نموذج الهندسة المعمارية (المنظمات الموجودة على المنصة)، من بين أمور أخرى. مع شروع الشركات في التحول الرقمي في رحلات التحول، يصبح اعتماد هذا النوع من الأساليب أمرًا حاسمًا للبقاء قادرة على المنافسة في مشهد سريع التطور

### الفرص والتحديات
يُعد التحول الرقمي تحديًا رئيسيًا وفرصة. عند التخطيط للتحول الرقمي، لا بد للمؤسسات أن تحلل التغيرات الثقافية التي ستواجهها عند تكيف العمال وقادة المؤسسات واعتمادهم على التقنيات غير المألوفة. خلق التحول الرقمي تحديات وفرصًا فريدة للسوق، فقد وجب على المؤسسات أن تتصارع مع منافسين أذكياء يستفيدون من حواجز الدخول المنخفضة التي توفرها التكنولوجيا. إضافة إلى ذلك، بسبب الأهمية الكبيرة المعطاة للتكنولوجيا وانتشار استخدامها، تتمتع نتائج الرقمنة على الإيرادات باحتمالية عالية للاتجاه الصعودي. يمكننا فهم التحول الرقمي من خلال بعض الأمثلة من الحياة اليومية.